# Conotrachelus ferrugineus
Conotrachelus ferrugineus – gatunek chrząszcza z rodziny ryjkowcowatych.

## Zasięg występowania
Ameryka Południowa, występuje w Peru.

## Budowa ciała
Ciało krępe. Przedplecze krótkie i szerokie, z przodu zwężone. Pokrywy głęboko, podłużne bruzdowane.
Ubarwienie ciała czarne.